# Konvex-kokompakte Gruppe
In der mathematischen Theorie der Kleinschen Gruppen sind konvex-kokompakte Gruppen eine Verallgemeinerung kokompakter Gitter mit zahlreichen Anwendungen etwa in der Theorie der dynamischen Systeme, der niedrig-dimensionalen Topologie und der harmonischen Analysis. 
Sie können nicht nur in der Theorie der Kleinschen Gruppen, sondern auch allgemeiner in der Theorie von diskreten Isometriegruppen nichtpositiv gekrümmter Räume betrachtet werden.

## Definition
Eine diskrete Gruppe {\displaystyle \Gamma } von Isometrien eines CAT(0)-Raumes {\displaystyle {\widetilde {M}}} (zum Beispiel des hyperbolischen Raumes {\displaystyle H^{n}}) heißt konvex-kokompakt, wenn der konvexe Kern von {\displaystyle M=\Gamma \backslash {\widetilde {M}}} kompakt ist.

## Konvex-kokompakte Kleinsche Gruppen
Für Kleinsche Gruppen {\displaystyle \Gamma \subset Isom^{+}(H^{3})=PSL(2,\mathbb {C} )} sind die folgenden Bedingungen äquivalent:
- {\displaystyle \Gamma } ist konvex-kokompakt.
- Jeder Punkt der Limesmenge ist ein konischer Grenzpunkt.
- Jeder Punkt der Limesmenge ist ein horosphärischer Grenzpunkt.
- Die Kleinsche Mannigfaltigkeit {\displaystyle (H^{3}\cup \Omega (\Gamma ))/\Gamma } ist kompakt.

## Konvex-kokompakte Gruppen in höherem Rang
Sei {\displaystyle {\widetilde {M}}=G/K} ein symmetrischer Raum von nichtkompaktem Typ.
Wenn {\displaystyle {\widetilde {M}}} irreduzibel und vom Rang {\displaystyle \geq 2} ist, dann sind die kokompakten Gitter die einzigen konvex-kokompakten Untergruppen von {\displaystyle G}.
Bei beliebigen symmetrischen Räumen nichtkompakten Typs {\displaystyle {\widetilde {M}}=G/K} gibt es zu jeder konvex-kokompakten Untergruppe {\displaystyle \Gamma \subset G} Zerlegungen {\displaystyle G=G_{1}\times \ldots \times G_{r}} und {\displaystyle \Gamma =\Gamma _{1}\times \ldots \times \Gamma _{r}} mit {\displaystyle \Gamma _{i}\subset G_{i}} für {\displaystyle i=1,\ldots ,r}, so dass für jedes {\displaystyle i} entweder {\displaystyle rank(G_{i}/K_{i})=1} oder {\displaystyle \Gamma _{i}} ein kokompaktes Gitter in {\displaystyle G_{i}} ist.
Deshalb werden in der Theorie der symmetrischen Râume höheren Rangs RCA-Gruppen als reichhaltigere Verallgemeinerung konvex-kokompakter Gruppen untersucht.